# 野崎通
野崎通（のざきどおり）は兵庫県神戸市中央区の町名。住居表示実施済区域である。現行行政地名は野崎通一丁目から野崎通七丁目。郵便番号は651-0054。

## 地理
中央区東端北寄りに位置する。住宅地域。旧・葺合区内、区東端で東は灘区と接する。東は灘区王子町と、北東は灘区青谷町と、南東は灘区原田通と、南は上筒井通と、西から南西にかけては熊内町と、北から北西にかけては籠池通と（熊内町・中尾町とは僅かに隣接していない）、それぞれ隣接している。東から順に一～七丁目に分かれる。

## 歴史
大正5年（1916年）に神戸市葺合町から成立。はじめ神戸市、昭和6年（1931年）より同市葺合区、昭和55年（1980年）より同市中央区に所属。町名の由来は、旧・筒井村に東野という高台にある雑木林があり、高台の東南端を「野さき」と呼んで古くから野先という地名があった事からで、明治43年の地籍図（歴史と神戸20）に東野崎・上野崎・中野崎・下野崎の各小字が見える。

### 沿革
- 大正10年（1921年）：野崎尋常小学校開校（昭和22年4月に当町の現校地に移転した神戸市立上筒井小学校とは別[1]）。
- 大正14年（1925年）：神戸盲学校と神港盲学校が合併し兵庫県立盲学校（現・兵庫県立視覚特別支援学校）となる。
- 大正15年（1926年）：葺合町の一部を編入。
- 昭和4年（1929年）：神戸高等商業学校が神戸商業大学へ昇格。
- 昭和7年（1932年）：県立盲学校が明石郡垂水町東垂水（現・垂水区城が山4丁目）へ移転。
- 昭和9年（1934年）：神戸商業大学が灘区へ移転、跡地に神戸市立神戸中学校（旧制）開校。
- 昭和18年（1943年）：神戸市立神戸中学校（旧制）が神戸市立第一中学校（旧制）へ改称（後に戦災により焼失し移転）。
- 昭和26年（1951年）：昭和24年に総合制（普通科・商業科）の新制高等学校として設置された神戸市立葺合高等学校が、商業科の分離により、設置以来使用していた同区熊内町の雲中小学校敷地から旧神戸商業大学、神戸市立神戸中学校（旧制）及び神戸市立第一中学校（旧制）の跡地である現在地に普通科単独校として移転[2]。
- 昭和33年（1958年）：神戸市立筒井台中学校開校。
- 昭和47年（1972年）：一部が上筒井通一～七丁目となる。
- 昭和49年（1974年）：一部が熊内町一～九丁目となる。

## 人口統計
- 平成17年国勢調査（2005年10月1日現在）での世帯数650、人口1,439、うち男性640人、女性799人[3]。
- 昭和63年（1988年）の世帯数636・人口1,686[4]。
- 昭和35年（1960年）の世帯数416・人口1,547[4]。
- 大正9年（1920年）の世帯数256・人口1,307[4]。

## 施設
一丁目
- 神戸市立葺合高等学校
- 神戸市立筒井台中学校
- 神戸市立上筒井小学校

四丁目
- 本妙院 - 日蓮宗の仏教寺院。

五丁目
- 妙覚寺 - 法華宗の仏教寺院。
- 関西電力株式会社上筒井変電所